# IBM Sametime
IBM Sametime, anciennement IBM Lotus Sametime, est une application logicielle de messagerie instantanée et de conférence web pour l'entreprise vendue par la division Lotus Software d'IBM, communément intégré dans la suite logicielle IBM Notes.
Sametime fournit aux entreprises des fonctions de messagerie instantanée, un système de notification de présence et de conférence web. Il offre un support des standards de communications et des protocoles standards, tel que SIP (Session Initiation Protocol), SIMPLE, T.120 et H.323.

## Historique
Le produit était originellement la synthèse de technologies IBM acquises à deux sociétés : la première, une société américaine appelé Databeam, fournit l'architecture pour l'hébergement de conférence de données de type T.120 (pour la messagerie web) et de conférence multimédia de type H.323 ; la seconde était la société Ubique, une société israélienne dont la technologie logicielle fournit la fonction notification de présence qui permet aux utilisateurs de savoir qui parmi leurs contacts sont en ligne et disponibles pour une conférence à plusieurs ou une conversation.
Le client Sametime est disponible pour Microsoft Windows, Linux et Mac OS X. Le serveur Sametime fonctionne sous Windows, IBM AIX, i5/OS, Linux et Solaris.
Sametime 7.5.x est décrit en détail sur la page web du produit chez IBM. Une des nouvelles fonctionnalités est la passerelle Sametime Gateway, qui ajoute le support pour la communication avec des utilisateurs de AOL Instant Messenger, Yahoo! Messenger et Google Talk. Parce que Google Talk utilise le protocole XMPP, Sametime peut interagir/communiquer avec des outils XMPP tel que Jabber. Cependant, Google Talk est le seul système XMPP que la passerelle Sametime Gateway supporte officiellement en ce moment. La version 7.5.x introduit aussi la plateforme Eclipse comme base pour Sametime, permettant aux développeurs familiers avec le framework d'écrire facilement des greffons (plug-ins) pour Sametime.
Avec la version 7.5, IBM a introduit l'archivage des discussions. C'était une des parties où Sametime avait un manque dans les versions précédentes. Zap Notes et Notes Buddy continueront de fournir des interfaces pour la nouvelle version, mais avec l'archivage, Sametime a presque égalé ces greffons (plug-ins).
Peu après le lancement de la version 8 en 2007, IBM revendiquait 24 millions de licences sametime installées chez ses clients.